# Мацей Титлевський
Титлевський Мацей (?—?) — польський дипломат і хроніст.

## Життєпис
Був абатом бенедиктинського монастиря в Любліні (Познанщина).
На підставі реляцій очевидців, зокрема, записок Т. Шемберга і Я. Остророга, описав Цецорський і Хотинські походи українських козаків.
Цей твір видано латинською мовою під назвою «Розповіді про битви між поляками і турками 1620—1621 рр.» (1622). Українською мовою його переклали С. Величко і С. Лукомський.
У зв'язку із заходами польського короля Сигізмунда III Ваза, спрямованими на здобуття підтримки іспанців проти турків, надрукував 1622 в Неаполі (Італія) брошурку (36 сторінок) «Narratio de praeliis gestis inter Polonum et Turcam Annis 1620 et 1621» («Опис про перебіг війни між поляками і турками років 1620 і 1621»). 1623 її ж передруковано в Мадриді (Іспанія; із виданням й іспанського перекладу). За джерела Т. мав записки учасників Цецорської (1620) та Хотинської (1621) кампаній (див. Цецорська битва (1620), Хотинська війна 1621) — Т.Шемберга (його текст датований 1621) та Я.Остророга (текст із 1622). Розпочав автор із геополітичного вступу — опису Центрально-Східної Європи («європейської Сарматії»), даних про Королівство Польське (військо — 300 тис. кінних, 100 тис. піших). Особливо докладно Т. представив Хотинську битву (перебіг боїв від 2 вересня до 12 жовтня 1621 подано день за днем). Читацьку славу твору забезпечив передрук його офіційним істориком католицької церкви А.Бзовським в його «Annalium ecclesiasticorum» («Церковних анналах») — т. 18 (1627). Звідси його перекладали й українські історики — С.Величко та С.Лукомський. Через посередництво літопису С.Величка текст Т. здобув розголос і резонанс у рамках української історіографії. Польською мовою твір видавав Т.Падалиця (З.-Л.Фіш; «Dziennik Warszawski», 1855, nr. 153—162)